# Arid
Arid – belgijski zespół rockowy, założony w 1995 roku. Zespół od początku występuje w niezmienionym składzie.

## Historia zespołu
Grupa zainteresowała wytwórnię płytową Double T, po tym gdy zostali finalistami prestiżowego konkursu muzyki rockowej, Humo's Rock Rally w 1996 roku. Pierwszy studyjny album zespołu został wydany w 1998 roku i nazywał się Little Things Of Venom (w USA wydany pod nazwą At the Close of Every Day). W 1999 roku, po sukcesie albumu, zespół udał się na trasę koncertową wraz z Suede, jako support dla znanej belskijskiej grupy K’s Choice. Rok później grupa supportowała zespół Counting Crows podczas europejskiej trasy koncertowej.
2001 rok przyniósł sławę wokaliście grupy, Jasperowi Steverlinckowi, który wraz z Harrym Shearerem zagrał w trójwymiarowym filmie Haunted Castle wyświetlanym w kinach IMAX. W filmie znalazła się również muzyka Arid.
W 2002 roku zespół wydał drugi studyjny album zatytułowany All is Quiet Now. Krótko po tym do sprzedaży trafił pierwszy krążek koncertowy zespołu: Live.
Ostatnim albumem grupy jest wydany w 2008 roku All Things Come in Waves.
W 2009 roku Jasper Steverlinck został wybrany przez Arjena Lucassena do udziału w projekcie pod nazwą Guilt Machine. Jasper został tam głównym wokalistą, a owocem tej współpracy jest album On This Perfect Day.

## Skład zespołu
- Jasper Steverlinck – śpiew, gitara
- David Du Pré – gitara
- Filip Ros – gitara basowa
- Steven Van Havere – perkusja

## Dyskografia

### Albumy studyjne
- 1998 - Little Things of Venom (wydany również pod nazwą At the Close of Every Day w 2000 roku)
- 2002 - All is Quiet Now
- 2003 - Live
- 2008 - All Things Come in Waves

### Single
- „Life” (1999)
- „Believer” (1999)
- „Too Late Tonight” (1999)
- „Me And My Melody” (2000)
- „All Will Wait” (2000)
- „You Are” (2002)
- „Everlasting Change” (2002)
- „Life on Mars” (2002)
- „Let Her Down Easy” (2003)
- „Words” (2007)
- „Why Do You Run” (2007)